# Idaea andamanica
Idaea andamanica là một loài bướm đêm trong họ Geometridae.